# Dzierżenin (gromada)
Dzierżenin – dawna gromada, czyli najmniejsza jednostka podziału terytorialnego Polskiej Rzeczypospolitej Ludowej w latach 1954–1972.
Gromady, z gromadzkimi radami narodowymi (GRN) jako organami władzy najniższego stopnia na wsi, funkcjonowały od reformy reorganizującej administrację wiejską przeprowadzonej jesienią 1954 do momentu ich zniesienia z dniem 1 stycznia 1973, tym samym wypierając organizację gminną w latach 1954–1972.
Gromadę Dzierżenin z siedzibą GRN w Dzierżeninie utworzono – jako jedną z 8759 gromad na obszarze Polski – w powiecie pułtuskim w woj. warszawskim, na mocy uchwały nr VI/10/17/54 WRN w Warszawie z dnia 5 października 1954. W skład jednostki weszły obszary dotychczasowych gromad Dzierżenin, Gzowo, Karniewek, Klusek, Pogorzelec, Strzyże, Świeszewo i Trzepowo ze zniesionej gminy Gzowo w tymże powiecie. Dla gromady ustalono 14 członków gromadzkiej rady narodowej.
31 grudnia 1959 do gromady Dzierżenin przyłączono obszar zniesionej gromady Pobyłkowo Duże w tymże powiecie (bez wsi Ciepielin).
Gromada przetrwała do końca 1972 roku, czyli do kolejnej reformy gminnej.